# آرنولد هنری ساویج لندور

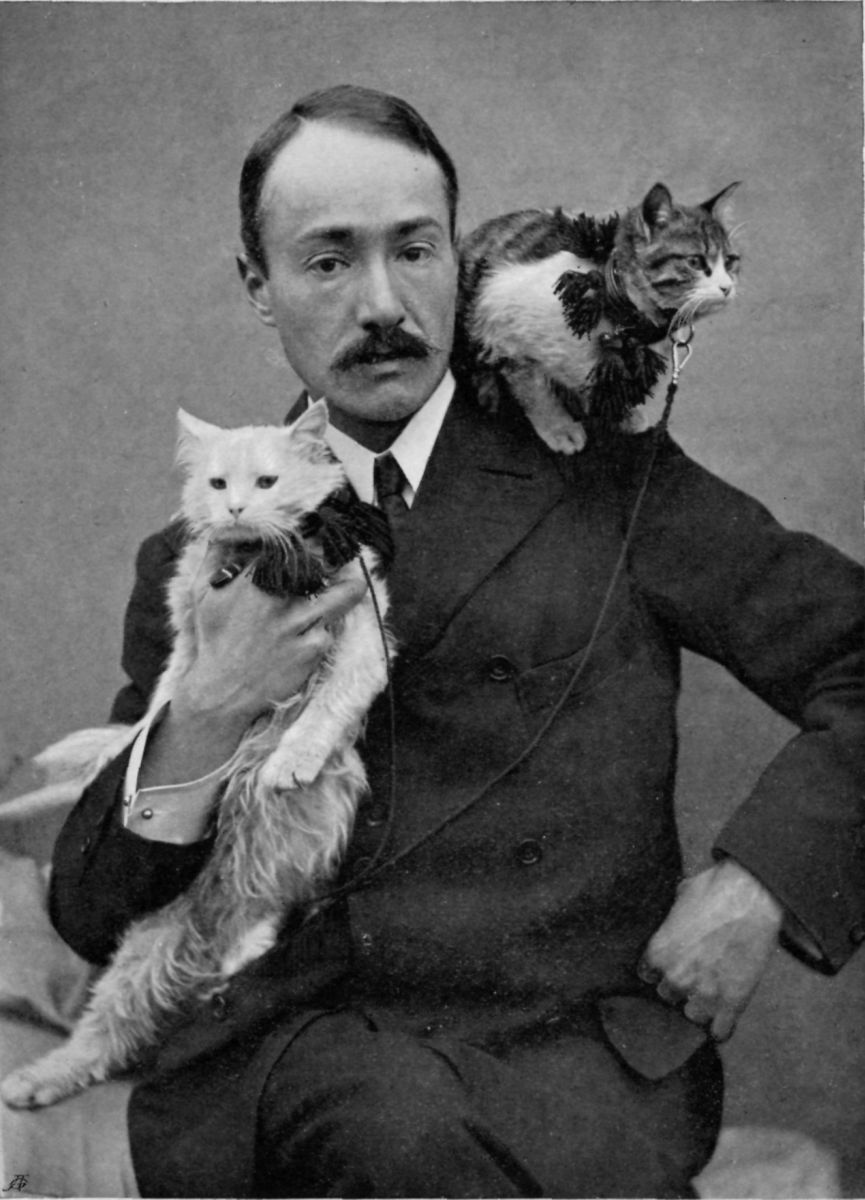
آرنولد هنری ساویج لندور بعد از سفر خود به ایران. دو گربه کرمانی وی زریسف و کرمان روی دوش وی دیده می‌شوند.

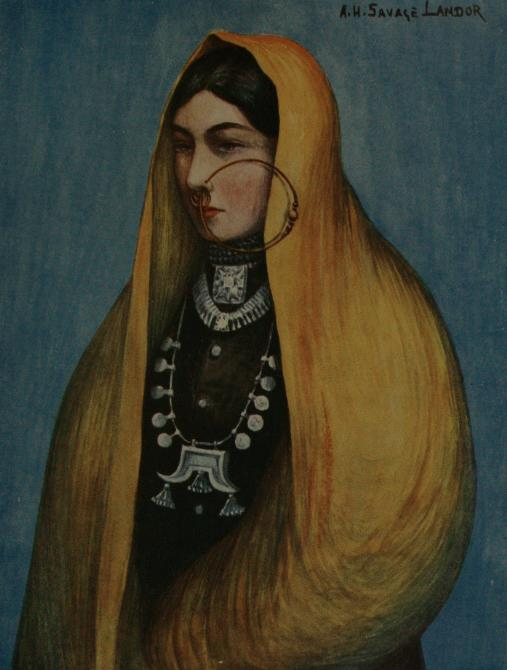
زن نپالی اثر لندور

آرنولد هنری ساویج لندور (به انگلیسی: Arnold Henry Savage Landor)
(زاده ۱۸۶۵ - درگذشته ۲۶ دسامبر ۱۹۲۴) آرنولد هنری ساویج لندور نقاش، عکاس، نویسنده، جامعه‌شناس، جهانگرد، ماجراجو و مردم‌شناس انگلیسی که بخش مهمی از جهان را گشته و برای اغلب سفرهایش کتاب جامعی نوشته است. وی نوه والتر ساویج لندور شاعر و نویسنده انگلیسی است که مدت‌ها در ایتالیا زندگی می‌کرده است. آرتور هنری ساویج لندور سفری به ایران داشته و کتابی در دو جلد با عنوان «عبور از سرزمین‌های دلخواه» (Across Coveted Lands) نوشته است.
این کتاب در ایران با عنوان ایران در آستانه مشروطیت به وسیله علی اکبر عبدالرشیدی به زبان فارسی ترجمه شده است. لندور در سفر به ایران مدتی را در کرمان سپری کرده است و دو گربه کرمانی از این سفر با خود به انگلستان برد. نام این دو گربه زریسف و کرمان بود. زریسف نام خیابانی است در کرمان که در آن روزگاران کنسولگری انگلستان در کرمان در آن واقع بوده است.
وی نقاشی چیره‌دست بوده و برخی از تابلوهای وی به خصوص پرتره هائی که از شخصیت‌های طراز اول زمان خود کشیده در موزه‌های بزرگ جهان نگهداری می‌شود.